# Kathedrale von Ariano Irpino

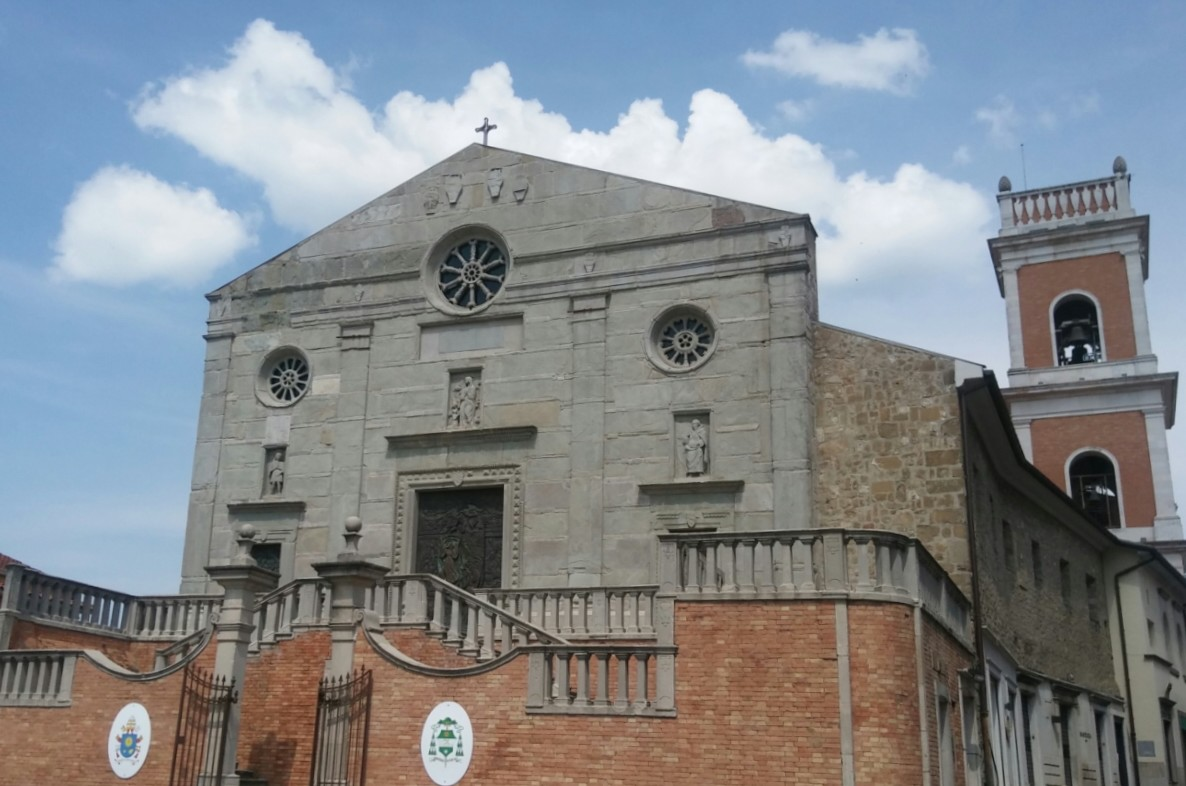
Fassade der Kathedrale

Die Kathedrale von Ariano Irpino, auch Kathedrale Mariä Himmelfahrt (italienisch Cattedrale di Santa Maria Assunta), ist eine römisch-katholische Kirche in Ariano Irpino in der Provinz Avellino, Kampanien in Süditalien. Die Kathedrale des Bistums Ariano Irpino-Lacedonia ist der Himmelfahrt Mariens und den Heiligen Ottone Frangipane und Elzéar von Sabran gewidmet, sie trägt zusätzlich den Titel einer Basilica minor.

## Geschichte
Die Kirche stammt aus dem 10. Jahrhundert und wurde auf den antiken Ruinen eines Apollontempels erbaut. Sie wurde 960 Sitz des neu gegründeten Bistums Ariano. Im Laufe der Jahrhunderte wurde das Gebäude wiederholt von Erdbeben und Plünderungen heimgesucht, was zu unzähligen Reparaturen und Renovierungen führte. Von der ursprünglichen Struktur ist nur bekannt, dass sie bei einem Erdbeben um 988 zerstört wurde. Die bald neuerbaute Kathedrale blieb bis 1255 bestehen, als die Truppen von Manfred die Stadtmauer stürmten und die gesamte Stadt zerstörten, einschließlich der Kathedrale, wegen ihrer Treue zum Papsttum. Der neue König Karl von Anjou ließ, nachdem Manfred 1266 in der Schlacht gefallen war, alle Orte wiederaufbauen, die Manfred zerstört hatte, einschließlich Ariano und seiner Kathedrale, wobei die Fertigstellung erst 1309 erfolgte. Das neue Gebäude wurde durch die Erdbeben von 1349 und 1456 zerstört. Der damalige Bischof, Orso de Leone, übernahm die Verantwortung für den Wiederaufbau, dessen Überreste noch in der alten Krypta und im unteren Teil der inneren Pilaster (jetzt verputzt) zu sehen sind.
Die Kathedrale litt erneut unter den Erdbeben von 1688, 1702 und 1732. Nach dem letzten dieser Erdbeben vollendete der damalige Bischof Filippo Tipaldi den Neubau im Jahr 1736 und gab ihm die heutige Form und Struktur. 1984 verlieh Johannes Paul II. der Kathedrale zusätzlich den Titel einer Basilica minor. Bei der Fusion des Bistums Ariano Irpino mit dem Bistum Lacedonia 1986 blieb die Kathedrale Sitz des Bischofs. 2019 wurde eine Renovierung abgeschlossen.

## Bauwerk
Die Kathedrale von Ariano ist ein romanisches Gebäude auf dem Grundriss eines lateinischen Kreuzes, die dreischiffige Kirche besitzt ein Querschiff und einen Chor, sie ist mit einem Kreuzgewölbe überdacht. Der Innenraum ist mit Gips und Stuck im Barockstil verkleidet, wobei die Pilaster und Bögen aus massivem Stein verborgen sind und keine Spuren der vorhergehenden romanischen und gotischen Züge hinterlassen sind.
Die romanischen Westfassade mit einem Dachgiebel wurde 1500 aus grünem Sandstein von Roseto erbaut. Die drei Portale stammen ebenfalls aus dieser Zeit, aber die Rosettenfenster wurden später geschaffen. Das über dem Straßenniveau liegende Gebäude wird durch eine spätere Stufenanordnung erreicht.
Die Kathedrale von Ariano hat einen einzigen Dorn erhalten, von dem angenommen wird, dass er aus der Dornenkrone Jesu stammt. Seit 1633 ist übermittelt, dass der Dorn „blutet“, wenn der Karfreitag auf den 25. März fällt.  Dies ist das traditionelle Datum sowohl für die Verkündigung als auch für die Kreuzigung Christi. Noch heute befinden sich Dorn und Schatz im Diözesanmuseum in der Nähe der Kathedrale.